# Automolis latipennis
Automolis latipennis är en fjärilsart som beskrevs av Sergius G. Kiriakoff 1957. Automolis latipennis ingår i släktet Automolis och familjen björnspinnare. Inga underarter finns listade i Catalogue of Life.